# گونار هانسن
گونار هانسن (انگلیسی: Gunnar Hansen؛ زادهٔ ۴ مارس ۱۹۴۷) هنرپیشه اهل ایسلند بود.
از فیلم‌هایی که وی در آن نقش داشته است می‌توان به کشتار با اره‌برقی در تگزاس اشاره کرد.